# ژاومرگ علیا
ژاومرگ علیا (به انگلیسی: Zhav Marg-e Olya)، روستایی از توابع بخش گوار شهرستان گیلانغرب در استان کرمانشاه ایران است.

## جمعیت
این روستا در دهستان گوآور قرار دارد و براساس سرشماری مرکز آمار ایران در سال ۱۳۸۵، جمعیت آن ۲۱۵ نفر (۴۳خانوار) بوده‌است.

## بزرگان روستا
- در بزرگان روستا می‌توان نام بزرگ مرد الیاس رنجبر رابرد
- فهرست روستاهای ایران